# Макс Планк
Макс Планк (Кил, 23. април 1858 — Гетинген, 4. октобар 1947) био је немачки физичар, добитник Нобелове награде за физику.
Оснивач је квантне теорије. Објавио је 1910. године револуционарну хипотезу да сваки извор енергије може зрачити енергију само у дискретним количинама - квантима. На тој основи извео је закон зрачења — Планкова формула. Његову идеју о дисконтинуираности енергије, која је данас темељ тумачења свих атомских појава, применили су после Ајнштајн и Бор на тумачење фотоелектричног ефекта и спектра водикова атома. Добио је 1918. године Нобелову награду за физику.

## Биографија
Планк потиче из традиционалне породице интелектуалаца. Његови прадеда и деда по оцу су обојица били професори теологије у Гетингену, његов отац је био професор права у Килу и Минхену, а његов стриц је био судија.
Планк је рођен у Килу, област Холштајн, од Јохана Јулијуса Вилхелма Планка и његове друге жене, Еме Пациг. Било их је шестеро дјеце у породици, од чега двоје близанаца из првог брака. У свом детињству доживео је данско-пруски рат 1864. године. Године 1867. његова породица се сели у Минхен, где се уписао у гимназију. У гимназији га је запазио професор из математике, који га је додатно учио астрономији и механици.
Поред интересовања за физику, Макс је гајио и љубав према уметности (свирао је клавир и оргуље). Још у младости се одлучио за теоријску физику, иако су га старији одговарали од тога, говорећи да нема више шта да се открије. Докторирао је у 21. години живота и завршио постдокторске студије. Открио је да сваки извор не зрачи енергију континуирано, већ у квантовима.
Занимљиво је да је за време његових студија физике, професор који му је предавао, говорио како је у физици већ готово све откривено и да нема пуно будућности у истраживања на том подручју.
Године 1877. је отишао у Берлин, да студира физику са познатим физичарима, као што су Херман фон Хелмхолц, Густаф Кирхоф и Рудолф Клаузиус. Они су говорили да Макс никад није био довољно припремљен, да је причао споро, често погрешно рачунао и да га је било досадно слушати. На крају се Макс одлучио за теоријску физику. Године 1878. је успешно одбранио дисертацију везану за други закон термодинамике. Године 1880. је преставио своју хабилитацијску тезу о равнотежном стању изотропних тела на различитим температурама.

### Академска каријера
У почетку свог рада је давао приватне лекције у Минхену. Иако га је академска заједница запоставила, он је наставио да ради на теорији топлоте и проучавању ентропије. Године 1885. је постао професор теоријске физике на универзитету у Килу. Након 4 године добио је положај на универзитету у Берлину. Године 1926. је отишао у пензију.

### Породица
Године 1887. се оженио са Мари Мерк (1861—1909). Имали су четворо деце: Карла, близанкиње Ему и Грету, те Ервина. Док је радио у Берлину, у његовој вили су се окупљали познати научници тог времена, као Алберт Ајнштајн, Ото Хан, Лиза Мајтнер и други.
Године 1909. Максу је умрла жена, највероватније од туберкулозе. Године 1911. се оженио други пут са Маргом фон Хоеслин (1882—1948) и те године су добили сина Хермана.
За време Првог светског рата, његов син Ервин је завршио у затвору у Француској 1914, а његов најстарији син Карл је погинуо у бици за Верден 1917. године. Његова кћерка Грета је умрла 1917. код порођаја првог детета, а две године касније и сестра му је умрла на сличан начин. Године 1944. његов син Ервин је учествовао у неуспелом атентату на Хитлера, у Јулској завери и 1945. је био погубљен.

### Професор на Берлинском универзитету
У Берлину се придружио Физичком друштву, где је био председник од 1905. до 1909. године. Постоји прича која говори да је Планк, који је тада имао четрдесетак година, требало да одржи предавање о квантној теорији на неком факултету. Како је том приликом заборавио у којој је дворани требало да предаје, одлучио је да затражи помоћ некога из уреда Катедре за физику. Тамо присутне је питао где професор Планк одржава предавање, на шта му је један од присутних одговорио како тамо нема шта да тражи јер је превише млад да би схватио о чему професор Планк говори.
Највеће откриће овог теоријског физичара било је да се светлост, рендгенско зрачење и други таласи не могу емитирати у произвољном опсегу, већ само у јако малим и одређеним количинама које је он назвао квантима. До тог је открића дошао 1900, а тада се веровало како би вруће тело требало да емитује електромагнетске таласе (као што су радио талас, видљива светлост или рендгенско зрачење) на свим фреквенцијама. То значи да би неко вруће тело зрачило исту количину енергије независно од фреквенције. На тај би се начин могло доћи до тога да је енергија коју тело емитује бесконачна, што је Планк доказао нетачним у свом Планковом закону.
Планк је доказао да се зрачење тела у стању црвеног усијања идеалног црног тела, може објаснити једино ако се светлост која се емитује или апсорбује јавља у малим пакетима тј. квантовима. Како сваки квант има одређену количину енергије која је све већа, што је виша фреквенција таласа, тако би на довољно високој фреквенцији емисија једног јединог кванта захтевала више енергије него што је има расположиво. Због тога је зрачење на вишим фреквенцијама смањено, чиме је и опсег губљења енергије из тела коначан. Планковим открићем се добила најмања могућа дуљина у физици, која се назива Планкова дужина, а износи 1,616252×10−35 метара. Уз то је добијен и најмањи могући одсечак времена у физици. Оно се назива Планково време, а представља време које је потребно да светлост пређе Планкову удаљеност и износи 5,39124 x 10−44 s. Тачно толико времена је морало проћи од великог праска да би у Свемиру почели вредити закони физике који су данас познати. Иако у почетку квантна теорија није била добро прихваћена, након што су је својим истраживањем потврдили Ајнштајн и Бор, то су учинили и остали физичари. Планк је за своје откриће награђен и Нобеловом наградом за физику 1918. године. Још једна од важних ствари које су произашле из открића кванта је и Хајзенбергов принцип неодређености.

### Радијација црног тела
Године 1894. Планк је усредсредио своју пажњу на проблем радијације црног тела. Њега су изнајмиле електричне компаније да направи сијалице са максималном количином светла уз минимални утрошак енергије. Проблем је дефинисао Кирхоф 1859. године: „како интензитет електромагнетног зрачења које емитује црно тело (савршени апсорбер, такође познат и радијатор шупљине) зависи од фреквенције зрачења (тј. боје светла) и температуре тела?”. Питање је било експериментално истражено, али се ниједан теоретски третман није слагао са експерименталним вредностима. Вилхелм Вин је предложио Винов закон, који је тачно предвиђао понашање на високим фреквенцијама, али није важио на ниским фреквенцијама. Рејли-Џинсов закон, још један приступ проблему, створио је оно што је касније названо „ултравиолетна катастрофа”, али за разлику од тврдњи у многим уџбеницима то није био мотив за Планка.
Планково прво предложено решење проблема из 1899. је следило оно што је Планк називао „принципом елементарног поремећаја”, што му је омогућило да изведе Винов закон из бројних претпоставки о ентропији идеалног осцилатора, креирајући оно што се назива - Вин–Планковим законом. Убрзо је утврђено да експериментални докази уопште нису били у складу са новим законом, што је фрустрирало Планка. Планк је ревидирао свој приступ, изводећи прву верзију познатог Планковог закона радијације црног тела, који је добро описивао експериментално уочени спектар црног тела. Прво је предложен на састанку ДПГ-а 19. октобра 1900. и објављен је 1901. године. Овај први дериват није укључивао квантификацију енергије и није користио статистичку механику, према којој је имао аверзију. У новембру 1900. Планк је ревидирао овај први приступ, ослањајући се на статистичко тумачење Болцмановог другог закона термодинамике као начина да стекне темељније разумевање принципа иза његовог закона о радијацији. Како је Планк био дубоко сумњичав од филозофских и физичких импликација таквог тумачења Болцмановог приступа, његово позивање на њих било је, како је касније рекао, „чин очајања ... Ја сам био спреман да жртвујем било које од мојих ранијих уверења о физици”.
Централна претпоставка иза његовог новог деривата, који је представио на ДПГ састанку 14. децембра 1900. године, била је супозиција, сада позната под именом Планков постулат, да се електромагнетска енергија може емитовати само у квантизованој форми, другим речима, енергија може бити само умножак елементарне јединице:
{\displaystyle E=h\nu }
где је h Планкова константа, такође позната као Планков акциони квантум (већ уведен 1899. године), и ν је фреквенција радијације. Треба имати на уму да су елементарне јединице енергије о којима се овде расправља представљене са hν, а не једноставно са ν. Физичари сад називају те квантове фотонима, и фотон фреквенције ν ће имати своју специфичну и јединствену енергију. Тотална енергија на тој фреквенцији је онда једнака са hν помноженим бројем фотона на тој фреквенцији.
У почетку је Планк сматрао да је квантизација само „чисто формална претпоставка ... заправо нисам много размишљао о томе ...”. Данас се ова претпоставка, која је неспојива са класичном физиком, сматра се рођењем квантне физике, и највећим интелектуалним достигнућем Планкове каријере (Лудвиг Болцман је дискутовао у теоријској публикацији из 1877. године могућност да енергетска стања физичког система могу бити дискретна). Откриће Планкове константе му је омогућило да дефинише нов универзални сет физичких јединица (као што су Планкова дужина и Планкова маса), од којих су све засноване на фундаменталним физичким константама на којима се темељи највећи део квантне теорије. Као признање за Планков фундаментални допринос новој грани физике, он је награђен Нобеловом наградом за физику за 1918. (он је заправо примио награду 1919).
Након тога, Планк је покушао да схвати значење кванта енергије, али није имао успеха. „Моји узалудни покушаји да некако реинтегришем акциони квант у класичну теорију су трајали неколико година и створили су ми велике проблеме.” Чак и неколико година касније, други физичари као што су Рејли, Џинс, и Лоренц су изједначавали Планкову константу са нулом покушавајући да остваре сагласност са класичном физиком, међутим Планк је добро знао да ова константа има прецизну вредност различиту од нуле. „Ја не могу да разумем Џинсову тврдоглавост - он је пример теоретичара који никада не би требало да постоје, исто као и Хегел у филозофији.”
Макс Борн је писао о Планку: „Он је био по природи конзервативни ум; у њему није било ничег револуционарног и био је потпуно скептичан у погледу спекулација. Ипак, његово веровање у убедљиву моћ логичког размишљања на бази чињеница било је толико јако, да није устукнуо од објављивања најреволуционарније идеје која је икада потресла физику.”

## Ајнштајн и Планк
Макс Планк је био међу првима који је препознао значај посебне теорије релативности, која је убрзо прихваћена у Немачкој. Ајнштајнову теорију о фотонима и фотоефекту, Планк није у почетку прихватио, као ни Ајнштајново објашњење специфичног топлотног капацитета код ниских температура, јер није желио да одбаци достигнућа класичне физике.
Због тога су Макс Планк и Валтер Нернст организовали Солвејску конференцију у Бриселу 1911. године. На том састанку Ајнштајн је успео да увери Планка да прихвати његове теорије. У међувремену је Планк постао декан на Берлинском универзитету, и 1914. је Ајнштајн постао професор на том универзитету. Ускоро су постали добри пријатељи, па су чак и свирали музику заједно.

## Планк и политика
Док је Ајнштајн био искључиви миротворац, због чега је скоро завршио у затвору, Планк је потписао за време Првог светског рата неславан „Манифест 93 интелектуалца”, којим се подржава ратна пропаганда. Касније је увидео своју грешку, па је потписао 1916. један проглас против припајања страних територија Немачкој.
Године 1920. са Фрицом Хабером је основао организацију за финансијску помоћ научним истраживањима и успели су да добију значајна средства и изван Немачке.
Планк се придружио Немачкој народној странци, коју је водио Густав Штреземан, државник и најзначајнија личност за стабилизацију Немачке у међуратном периоду и враћање поверења међународне заједнице у њу.
За време нацистичког режима, био је нападан што наставља предавања Ајнштајнове теорију, па су га и назвали „бели жидов”. У току Другог светског рата преселио се из Берлина у мирније сеоске крајеве. Након рата се преселио у Гетинген, где је и умро 1947. 

## Изабрана дела
- Planck, M. (1900a). „Über eine Verbesserung der Wienschen Spektralgleichung”. Verhandlungen der Deutschen Physikalischen Gesellschaft. 2: 202—204. Translated in ter Haar, D. (1967). „On an Improvement of Wien's Equation for the Spectrum”. The Old Quantum Theory (PDF). Pergamon Press. стр. 79—81. LCCN 66029628. Архивирано из оригинала (PDF) 10. 10. 2016. г. Приступљено 17. 09. 2017.
- Planck, M. (1900b). „Zur Theorie des Gesetzes der Energieverteilung im Normalspektrum”. Verhandlungen der Deutschen Physikalischen Gesellschaft. 2: 237. Translated in ter Haar, D. (1967). „The Old Quantum Theory - On the Theory of the Energy Distribution Law of the Normal Spectrum” (PDF). Pergamon Press: 82. LCCN 66029628. Архивирано из оригинала (PDF) 20. 09. 2016. г. Приступљено 17. 09. 2017.
- Planck, M. (1900c). „Entropie und Temperatur strahlender Wärme” [Entropy and Temperature of Radiant Heat]. Annalen der Physik. 306 (4): 719—737. Bibcode:1900AnP...306..719P. doi:10.1002/andp.19003060410.
- Planck, M. (1900d). „Über irreversible Strahlungsvorgänge” [On Irreversible Radiation Processes]. Annalen der Physik. 306 (1): 69—122. Bibcode:1900AnP...306...69P. doi:10.1002/andp.19003060105.
- Planck, M. (1901). „Über das Gesetz der Energieverteilung im Normalspektrum”. Annalen der Physik. 309 (3): 553—563. Bibcode:1901AnP...309..553P. doi:10.1002/andp.19013090310. Translated in Ando, K. „On the Law of Distribution of Energy in the Normal Spectrum” (PDF). Приступљено 13. 10. 2011.
- Planck, M. (1903). Treatise on Thermodynamics. Ogg, A. (transl.). London: Longmans, Green & Co. OL 7246691M.
- Planck, M. (1906). Vorlesungen über die Theorie der Wärmestrahlung. Leipzig: J.A. Barth. LCCN 07004527.
- Planck, M. (1914). The Theory of Heat Radiation. Masius, M. (transl.) (2nd изд.). P. Blakiston's Son & Co. OL 7154661M.
- Planck, M. (1915). Eight Lectures on Theoretical Physics. Wills, A. P. (transl.). Dover Publications. ISBN 978-0-486-69730-7.
- Planck, M. (1943). „Zur Geschichte der Auffindung des physikalischen Wirkungsquantums”. Naturwissenschaften. 31 (14–15): 153—159. Bibcode:1943NW.....31..153P. doi:10.1007/BF01475738.